# IOS 8
iOS 8 là phiên bản thứ tám của hệ điều hành iOS, được thiết kế và phát triển bởi Apple Inc., kế thừa sự thành công của iOS 7. Nó được công bố vào ngày 2 tháng 6 năm 2014 tại Hội nghị các nhà phát triển toàn cầu Apple WWDC 2014 và được phát hành phiên bản chính thức vào ngày 17/09/2014. Hàng loạt những tính năng và những cập nhật đáng kể đã Apple đưa lên iOS 8.

## Các tính năng dành cho hệ thống

### Gợi ý Spotlight
Gợi ý Spotlight là một tính năng tìm kiếm mới tích hợp với nhiều trang web và dịch vụ để hiển thị kết quả tìm kiếm chi tiết hơn, bao gồm các đoạn mã của bài viết Wikipedia, tin tức địa phương, truy cập nhanh ứng dụng đã cài đặt trên điện thoại, nội dung iTunes, phim chiếu, địa điểm lân cận và các thông tin từ những trang web khác nhau. Spotlight gợi ý có sẵn trong màn hình cũng như trong thanh tìm kiếm của trình duyệt web Safari.

### Thanh thông báo
Thanh thông báo đã được thiết kế lại để cho phép thêm các chức năng tiện ích. Những ứng dụng bên thứ ba có thể thêm tiện ích hỗ trợ cho các ứng dụng của họ cho phép người dùng chỉ cần xem tại thanh thông báo mà không cần mở ứng dụng đó.

### Bàn phím
iOS 8 sẽ bao gồm các tính năng gõ kiểu mới gọi là QuickType. Bàn phím sẽ học hỏi các thói quen gõ chữ của người dùng và sẽ đưa ra gợi ý cho họ về từ đó khi họ gõ một vài chữ cái. Apple cũng đã cho phép các nhà phát triển bên thứ ba có thể tạo ra một bàn phím mới thay thế bàn phím mặc định của iOS nhưng không được phép sử dụng đọc chính tả.

### Đa nhiệm
Màn hình đa nhiệm ngoài hiển thị các ứng dụng đang chạy nền giờ đây còn hiển thị các số liên lạc vừa gọi và các số trong mục ưa thích. Người dùng nếu không thích có thể tắt tính năng này trong phần cài đặt.

## Các tính năng dành cho ứng dụng

### Camera
Ứng dụng máy ảnh có thêm hai tính năng mới: "Time-lapse" và "Tự động chụp ảnh". Time-lapse ghi lại khung hình khoảng thời gian ngắn và nhanh  hơn so với bình thường, phim tần số và xây dựng chúng vào phim ảnh, hiển thị các sự kiện trong một tốc độ nhanh hơn. Tự động chụp ảnh cho phép người dùng chọn 3 giây hoặc 10 giây đếm ngược trước khi tự động chụp ảnh. Và chiếc iPad giờ đây có thể chụp ảnh ở chế độ toàn cảnh.

### App Store
Trên iOS 8, Apple đã cập nhật lại App Store với một tab "Khám phá" cung cấp các cải tiến ứng dụng khám phá, có xu hướng tìm kiếm trong tab "Tìm kiếm", và khả năng cho nhà phát triển để xếp nhiều ứng dụng vào một gói giảm giá. Video "xem trước" mới cho phép các nhà phát triển hiển thị trực quan chức năng của ứng dụng.

### Touch ID
iOS 8 cũng cho phép Touch ID được sử dụng trong các tính năng của ứng bên thứ ba.

## Lịch sử

### Giới thiệu và phát hành lần đầu
iOS 8 được giới thiệu tại Hội nghị các nhà phát triển toàn cầu Apple vào ngày 2 tháng 6 năm 2014, cùng với bản Beta đầu tiên cho các nhà phát triển ngay sau buổi hội nghị. Phiên bản chính thức được phát hành vào ngày 17 tháng 9 năm 2014.

#### 8.0.1
Phiên bản cập nhật đầu tiên bao gồm sửa một số lỗi, tuy nhiên phiên bản này đã bị hủy bỏ do những vấn đề khiến cho Touch ID và Kết nối dữ liệu di động bị ngừng hoạt động với một số mẫu máy. Apple sau đó yêu cầu những người dùng bị ảnh hưởng quay về phiên bản iOS 8 ban đầu và đợi cho đến khi iOS 8.0.2 được phát hành.

#### 8.0.2
Bản cập nhật được ra mắt được 1 ngày sau khi phát hành 8.0.1, bao gồm sửa những lỗi vẫn còn tồn tại trên phiên bản trước.

#### 8.1
Ra mắt Apple Pay cho thiết bị IPhone 6 và IPhone 6 Plus tại Mỹ. Bổ sung thêm thư viện Photo iCloud trong bản Beta, đưa Camera Rolls vào Photos, bổ sung thêm tính năng Continuity, nơi mà người dùng iPhone có thể đọc SMS và MMS từ iPad và iMac. Đồng thời cũng bổ sung thêm Instant Hospost, cho phép người dùng Mac có thể kích hoạt "Personal Hotspot" từ xa từ iPhone xung quanh.

#### 8.1.1
Sửa một vài lỗi và cải thiện hiệu năng cho IPhone 4S và IPad 2.

#### 8.1.2
Khắc phục lỗi khi nhạc chuông mua từ ITunes Store bị xóa từ những thiết bị iOS.

#### 8.1.3
Sửa một số lỗi và giảm thiểu yêu cầu dung lượng để cập nhật iOS.

#### 8.2
Bản cập nhật bao gồm hỗ trợ Apple Watch cùng với ứng dụng Apple Watch cho iPhone, cung cấp cho App Store và thiết lập quyền truy cập, ứng dụng Sức khỏe cùng với nhiều số đo, cũng như sửa nhiều lỗi và cải thiện tính ổn định.

#### 8.3
Trước khi phát hành iOS 8.3, Apple đã phát hành phiên bản Beta và chương trình thử nghiệm Beta, cho phép người dùng thử nghiệm phiên bản trước khi nó ra chính thức.
Bản cập nhật này được cải tiến emoji, nhất là bàn phím emoji mới được phân loại thành nhiều mục, nhiều emoji đa dạng, điều chỉnh màu da, ngôn ngữ mới cho Siri, hỗ trợ CarPlay không dây, cùng với khắc phục nhiều lỗi và cải thiện ổn định.

#### 8.4
Ra mắt Apple Music và ra mắt dịch vụ Apple Music mới. Bản cập nhật cũng đã thay đổi vị trí audiobooks từ ứng dụng Music đến ứng dụng iBooks.

#### 8.4.1
Sửa lỗi liên quan đến Apple Music.

## Các thiết bị có thể nâng cấp

### iPhone
- IPhone 4S
- iPhone 5
- iPhone 5C
- iPhone 5S
- iPhone 6
- iPhone 6 Plus

### iPod Touch
- iPod Touch (thế hệ thứ 5)
- iPod Touch (thế hệ thứ 6)

### iPad
- iPad 2
- iPad 3
- iPad 4
- iPad Air
- iPad Air 2
- iPad Mini
- iPad Mini 2
- IPad Mini 3